# Powerkryner
Powerkryner (Eigenschreibweise: POWERKRYNER) ist eine österreichische Musikgruppe, die sich zuerst Peter Power vs. Powerkryner genannt haben.
Der Name setzt sich zusammen aus dem Künstlernamen des Sängers Peter Bauer in der Band als Peter Power und der Oberkrainer Besetzung, nach welcher die Band besetzt ist. Bekannte Songs sind Stolen dance, Ham kumst, Stamp and shout, Break my stride und Mein Mädel aus Krain.

## Geschichte
Die sieben Musiker lernten sich bei der Gardemusik beim österreichischen Bundesheer kennen und spielten dort mit vielen anderen Pflichtwehrdienstleistenden bei Staatsempfängen und anderen Ereignissen. Sie engagierten sich außerdem in der Militär-Big Band und in der Jazz-Combo der Gardemusik. Während ihrer Freizeit in der Kaserne nutzten sie den örtlichen Proberaum, um eine eigene Band zu starten.
Bekanntheit erreichte Powerkryner durch ein Musikvideo zur Coverversion Stolen Dance (Milky Chance) sowie dem zweiten Video Break My Stride. Bei letzterem Video handelt es sich um eine eigene Interpretation von Motiven aus dem Musikvideo Space Taxi aus dem Film (T)Raumschiff Surprise. Innerhalb der ersten Tage erlangten beide Videos mehrere Tausend Klicks. Die Veranstalter des Wiener Wiesn-Fests luden die Musiker daraufhin zum Wiener Wiesn Fest Music Award ein, welchen sie mit dem englisch-österreichischen Titel Stomp & Shout gewannen und spielten im großen Festzelt auf der Kaiserwiese. Nachdem sie ihren Wehrdienst beendet hatten, starteten die Powerkryner eine Zusammenarbeit mit den Musikproduzenten Martin Neumayer und Claudius Vlasak. Sie begannen, ihre Lieder in Tonstudios aufzunehmen und arbeiten mit Studio-Teams aus München, Wien und New York.
Im Jahr 2015 wurde die Band im Rahmen des Eurovision Song Contests nach Wien zur EuroWiesn Night im Schloss Belvedere eingeladen. Dort durften sie für die musikalische Unterhaltung der rund 2000 Gästen aus 40 Ländern sorgen. Außerdem traten sie auf dem Woodstock der Blasmusik auf. Die Band unterschrieb im Anschluss beim Majorlabel Warner Music. Dezember 2015 erschien ihre Single Ham kummst (Wenn du einmal noch so heim kommst), eine Coverversion der Band Seiler und Speer. Für die Dancefloor-Version arbeiteten sie mit DJ Selecta zusammen. Das dazugehörige Musikvideo verbreitete sich viral und erreichte bei YouTube 1,5 Millionen Klicks (Stand:Februar 2016). Das Lied wurde zu einem Apres-Ski-Hit und zum ersten Charterfolg der Gruppe. Die Single erreichte Platz 29 der österreichischen Singlecharts.
Am 8. Mai 2016 spielen sie beim Megapark Komplex Mallorca Opening. Aktuell arbeiten die Powerkryner zusammen mit den Musikproduzenten Martin Neumayer und Claudius Vlasak an ihrem Debütalbum, das sowohl diverse Coverversionen als auch eigene Lieder enthalten soll.

## Stil
Nach eigenen Angaben wollen die Powerkryner die internationale Popmusik mit der Tradition ihrer Heimat und dem urtypischen Klang österreichischer Instrumente verbinden. Die Texte sind überwiegend im österreichischen Dialekt verfasst, gelegentlich aber auch in englischer Sprache verfasst. Stilistisch handelt es sich um eine Schnittmenge aus traditioneller österreichischer Volksmusik, insbesondere aus der Oberkrainer Folklore vermischt mit Elementen des Ska und des Dancefloors.

## Diskografie
EPs
- 2016: Ham kummst (Cover-Version und Remixe von Ham kummst von Seiler und Speer)

Singles
- 2015: Stolen Dance (Cover-Version von Stolen Dance von Milky Chance)
- 2015: Stomp & Shout
- 2016: Ham kummst (Cover-Version von Ham kummst von Seiler und Speer)
- 2016: Sex Bomb (Cover-Version von Sex Bomb von Tom Jones)
- 2016: Wann, wenn nicht jetzt (vs. Harris & Ford)
- 2017: Links rechts – springen! (Harris-&-Ford-Remix)
- 2018: Flying Hirsch – Jägermeister mit Red Bull

## Erfolge
- 2015: Gewinner des Wiener Wiesn Fest Music Awards
- 2015: Stomp & Shout ist offizieller Wiener Wiesn Fest Party Song
- 2016: Wahl in die Top 10 der Newcomer des Jahres von ZDF und ORF
- Platz 8 der iTunes-Charts in Deutschland mit Ham kummst (EP)